# Pierre V d'Alexandrie (Copte)
Pierre V d'Alexandrie (Copte) est un  patriarche copte d'Alexandrie du 2 janvier 1340 au 8 juillet 1348.